# Narodni park Mljet
Narodni park Mljet je eden izmed osmih narodnih parkov na Hrvaškem. Razprostira se na severozahodnem delu otoka Mljeta in v okoliškem morskem akvatoriju na površini 5375 ha.
Področje, ki zavzema današnji narodni park, je bilo razglašeno za narodni park 11. novembra 1960 in predstavlja prvi institucionalni poizkus zaščite izvirnega ekosistema v Jadranu. Obala na tem delu otoka je razčlenjena, uspeva bujno rastje, živalski svet je pester, kulturna dediščina pa dragocena. V park so vključeni Veliko in Malo jezero, zaliv Soline, morski pas širine 500 m od najbolj izpostavljenih rtov s pripadajočimi otočki, ter naselja Polače, Pomena in Goveđari. 
Veliko in Malo jezero povezujeta med seboj in z morjem ozka, umetno poglobljena kanala. Veliko jezero z odprtim morjem povezuje umetni prekop, ki so ga izkopali graditelji benediktinskega samostana na otočku v 12. stoletju. Plima in oseka povzročata močan pretok morske vode, ki so ga nekoč uporabljali za pogon vodnih mlinov. Veliko jezero ima površino 1,45 km² in največjo globino 46 m. V južnem delu jezera leži otoček Sveta Marija z benediktinskim samostanom iz 12. stoletja. Graditelji so najprej postavili samostan, mu dodali obrambni stolp in pozneje še cerkev. Malo jezero ima površino 0,23 km² in doseže največjo globino 29,5 m. Poletna temperatura Malega jezera je za 3 do 4°C višja od temperature morja, zimska pa do 8 °C nižja. Obe jezeri sta bogati s školjkami.
Menihi so samostan na otočku Sveta Marija zapustili 1869, leta 1961 pa so ga preuredili v hotel. Leta 1998 je bil objekt vrnjen škofiji.